# Grätzelhaus

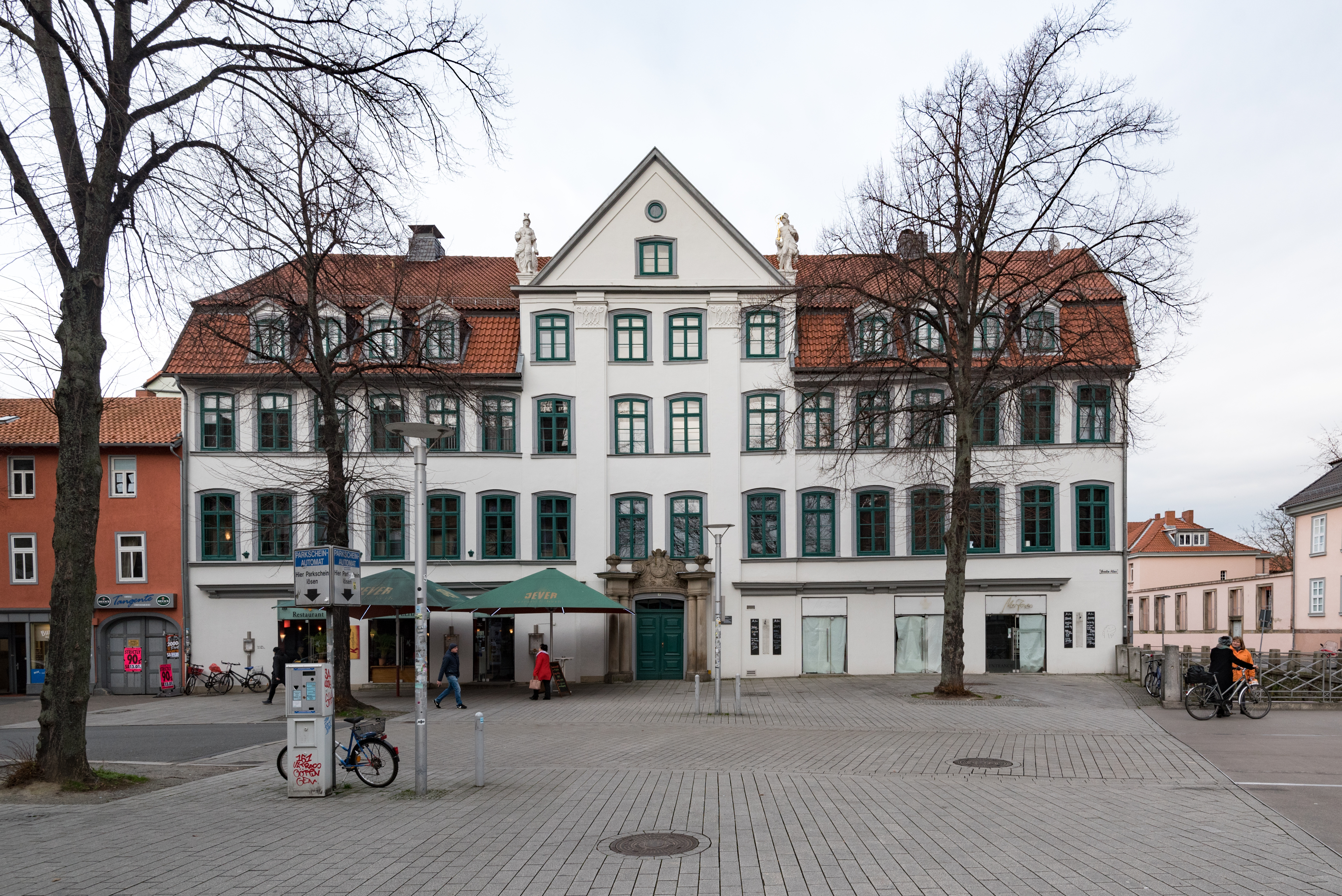
Grätzelhaus, 2018

Grätzelhaus als Hotel National um 1900

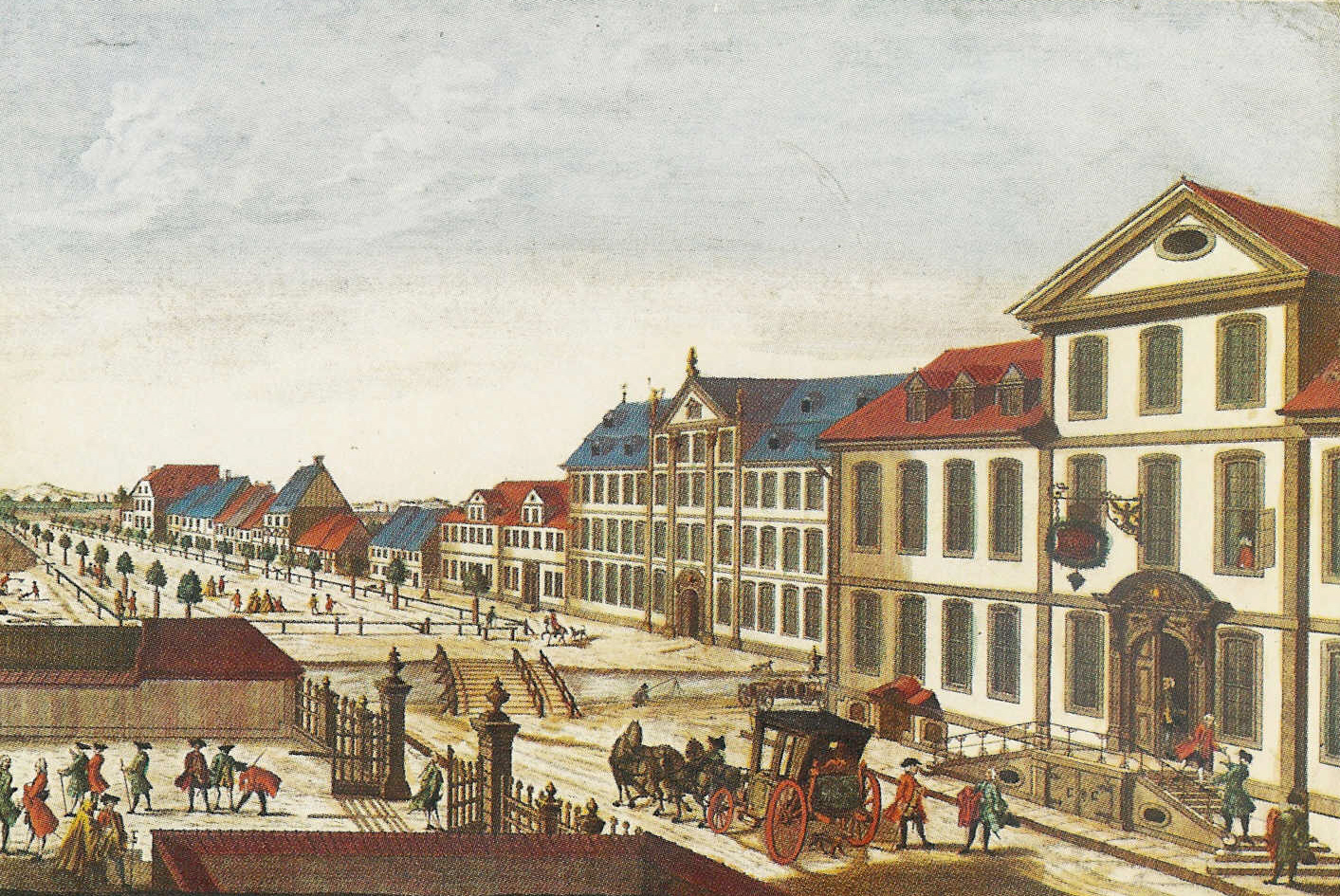
Darstellung der Allee von 1748 mit dem Grätzelhaus in der Bildmitte, rechts das Michaelishaus

Das Grätzelhaus (auch Graetzelhaus) in Göttingen ist ein 1739 bis 1741 errichtetes Barockgebäude, das nach seinem Erbauer und ersten Bewohner, dem Textilunternehmer Johann Heinrich Grätzel, benannt ist. Der größte Barockbau der Stadt Göttingen steht in der Goethe-Allee 8 in der Altstadt.

## Geschichte und Beschreibung
Das repräsentative Bürgerhaus mit sechzehn Fassadenachsen Breite, das mit der östlichen Schmalseite an den Leinekanal angrenzt, gehörte zum Immobilienbesitz des größten Göttinger Textilfabrikanten seiner Zeit. Der in Dresden geborene Johann Heinrich Grätzel (1691–1770) ließ sich 1711 in Göttingen nieder, erlangte 1711 das Bürgerrecht und stieg zu einem der bestimmenden Unternehmer Göttingens auf. Neben dem Grätzelhaus errichtete er in derselben Straße noch zwei weitere Häuser. Der Tuchhersteller Grätzel wurde 1748 kurhannoverscher Obercommerzien Commissarius. Er war zu seiner Zeit der größte gewerbliche Arbeitgeber in Göttingen und Südhannover, und der Bau von neuen Häusern wurde im Hinblick auf die notwendige Infrastruktur der neuen Universität im Kurfürstentum Hannover von 1735 bis zur Mitte des 18. Jahrhunderts durch eine neue Bauordnung vom 13. Dezember 1735 und mit steuerlichen Privilegien bzw. mit völliger Steuerfreiheit auf Jahre gefördert.
Das große dreigeschossige, mit einem Mansarddach gedeckte sowie mit einem flachen Mittelrisalit und Zwerchhaus ausgezeichnete Bürgerhaus ist ein verputzter Fachwerkbau und entstand nach dem Entwurf eines unbekannten Baumeisters; es stellt nach Ansicht des Kunsthistorikers Christian Freigang „den anspruchsvollsten, ja prätentiösen privaten Neubau in der Zeit der Universitätsgründung dar. (...) Das Grätzelshaus erhält seine Bedeutung (...) daher, dass hier ein Baumeister, der mit den klassischen Architekturinstrumentierungen kaum vertraut war, eben solche auf eine große Fachwerkarchitektur zu verwenden versuchte.“ Die etwas unbeholfene architektonische „Protzerei“ soll den scharfen Spott des in der Nähe wohnenden Georg Christoph Lichtenberg auf sich gezogen haben. Dieser erinnerte sich an Spottverse des Italieners Pasquino, der Säulen fragen ließ: „Liebe Säulen, was macht ihr da?“ und die Säulen antworteten: „Das wissen wir selber nicht, die Wahrheit zu sagen.“
Links und rechts wird das wappengeschmückte Sandstein-Portal des Grätzelhauses von zwei Säulenpaaren gerahmt. Der Wappenschmuck des Portals zeigt rechts das Hauswappen und links das Emblem der Naturforscherakademie. Das Giebeldreieck des Mittelrisalits flankieren Statuen der Pallas Athene als Allegorie der Wissenschaft und Künste sowie des Hermes als Allegorie des Handels. Im rückwärtigen Garten (der nicht erhalten ist) ließ Grätzel zwölf Knabenstatuen aufstellen, welche allegorisch für die sechs Sinne und sechs freien Künste standen. Auch das Gebäudeinnere galt früher als kunsthistorische Sehenswürdigkeit und wurde noch 1949 im Dehio-Handbuch erwähnt, so etwa die „schwere Holztreppe“ und im ersten Obergeschoss Teile der Inneneinrichtung, die sich seit einem Umbau im Jahre 1964 in der Sammlung des Städtischen Museums befinden; dazu gehören klassizistische Bildtapeten des ehemaligen Festsaals, die 1830 in der Pariser Tapetenmanufaktur „Dufour & Leroy“ hergestellt wurden.
Bis 1891 war das Grätzelhaus im Besitz der Familie Grätzel und wurde dann an einen Klavierfabrikanten verkauft. Anschließend war darin das Hotel National mit dem Café National untergebracht. Seither sind bis in die Gegenwart im Erdgeschoss weiter Cafés und Gaststätten etabliert.

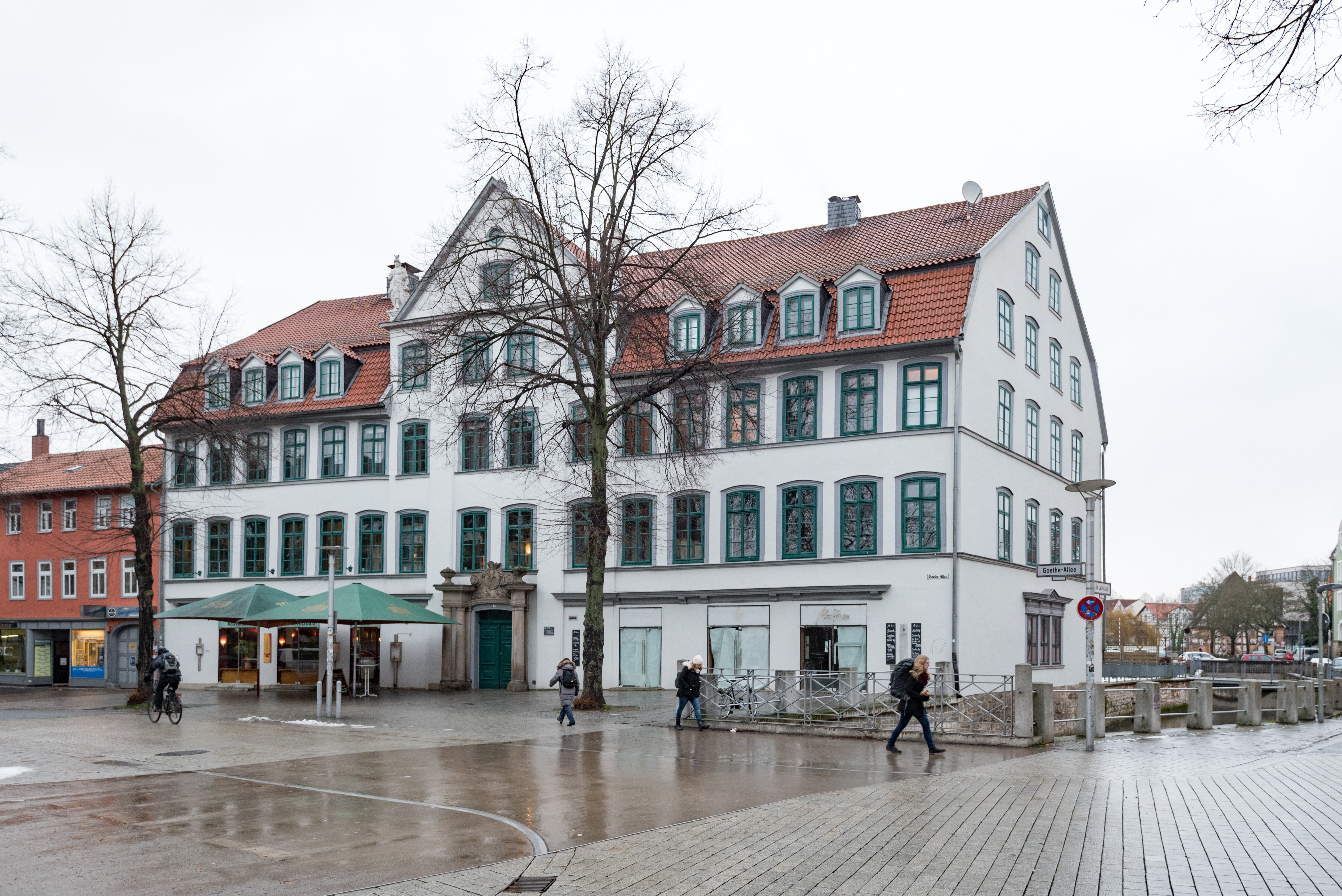
Ansicht der Fassade zur Goethe-Alle und der Schmalseite zum Leinekanal (Aufnahme  2018)
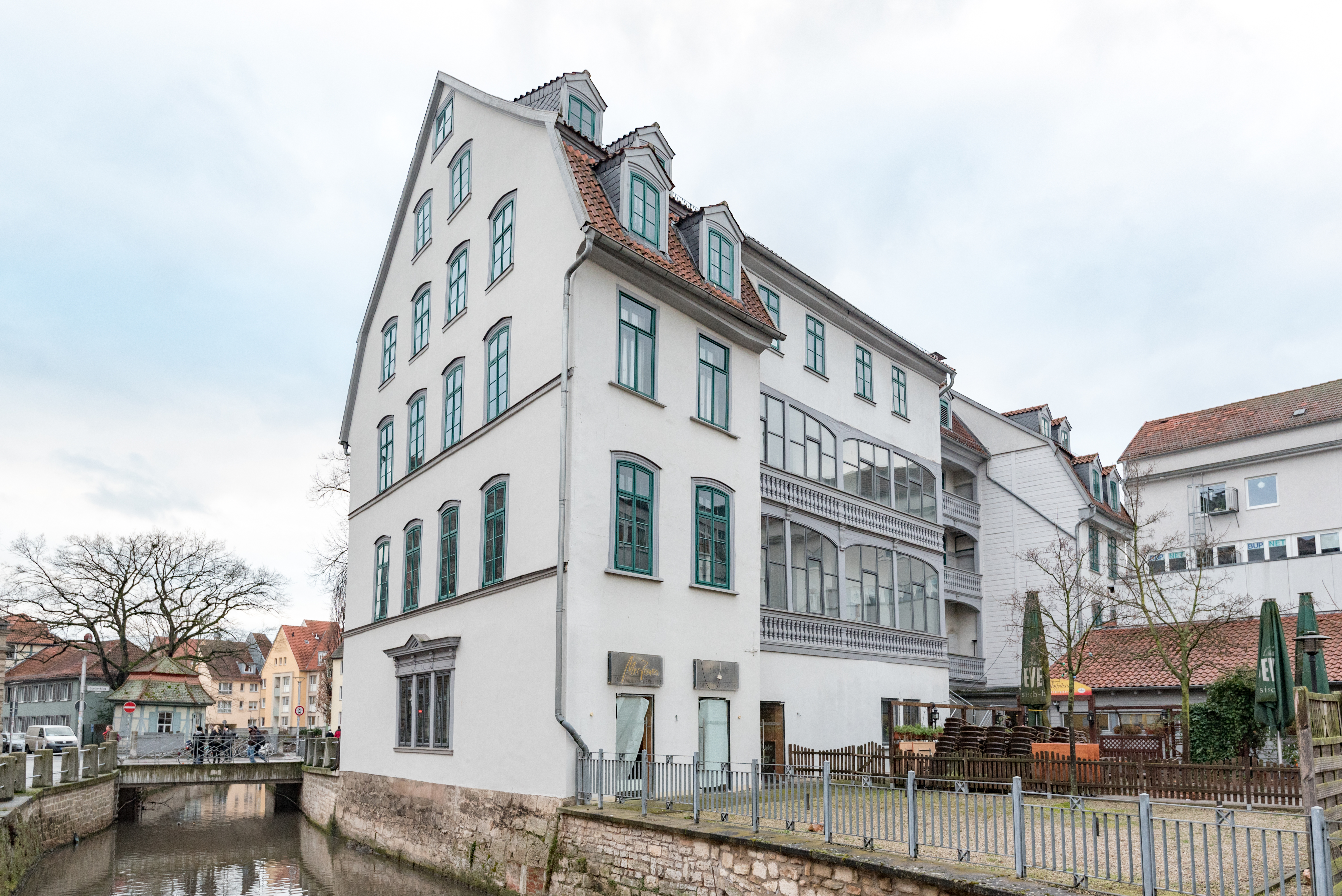
Ansicht der Gebäuderückseite (2018)
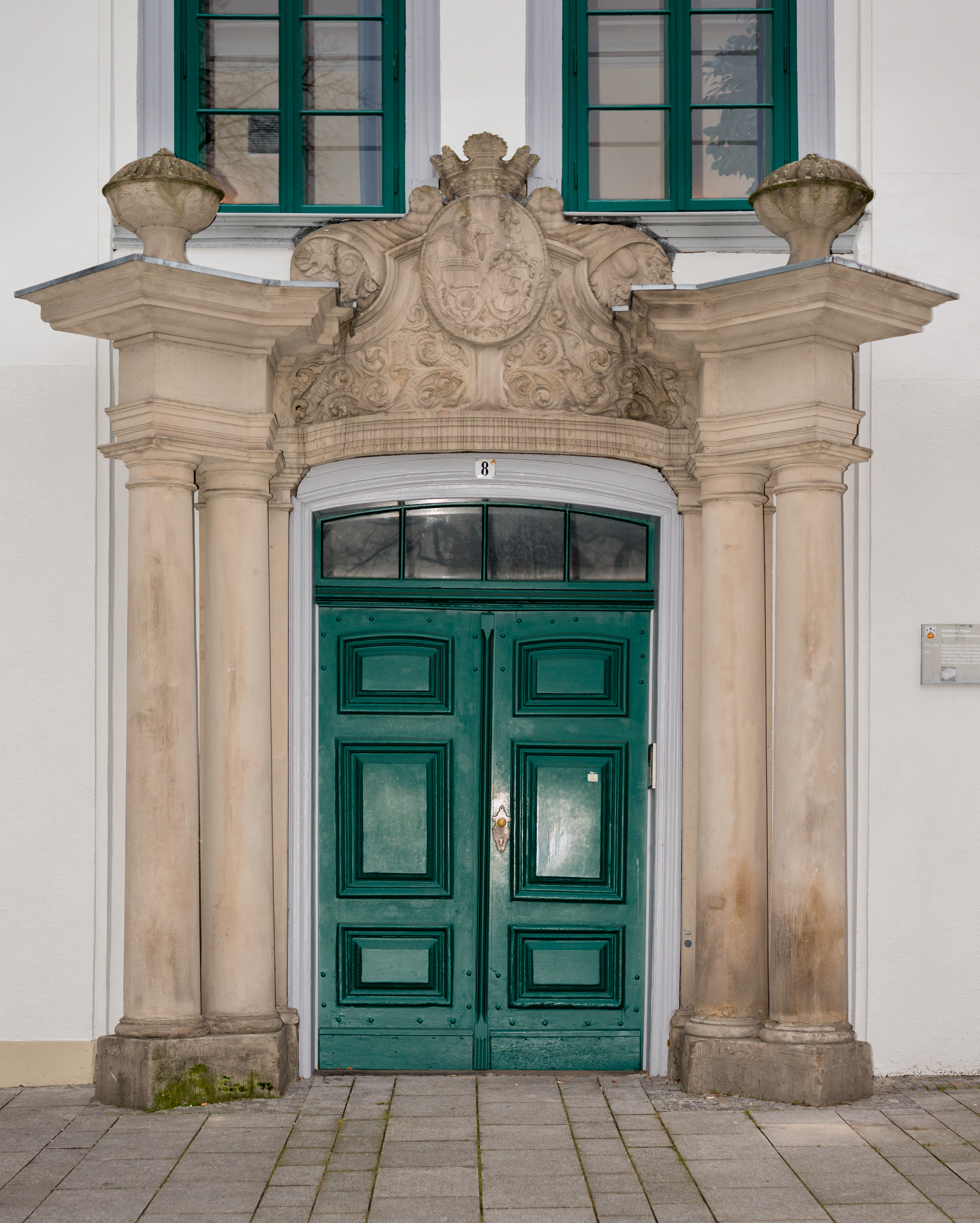
Hauptportal (2013)
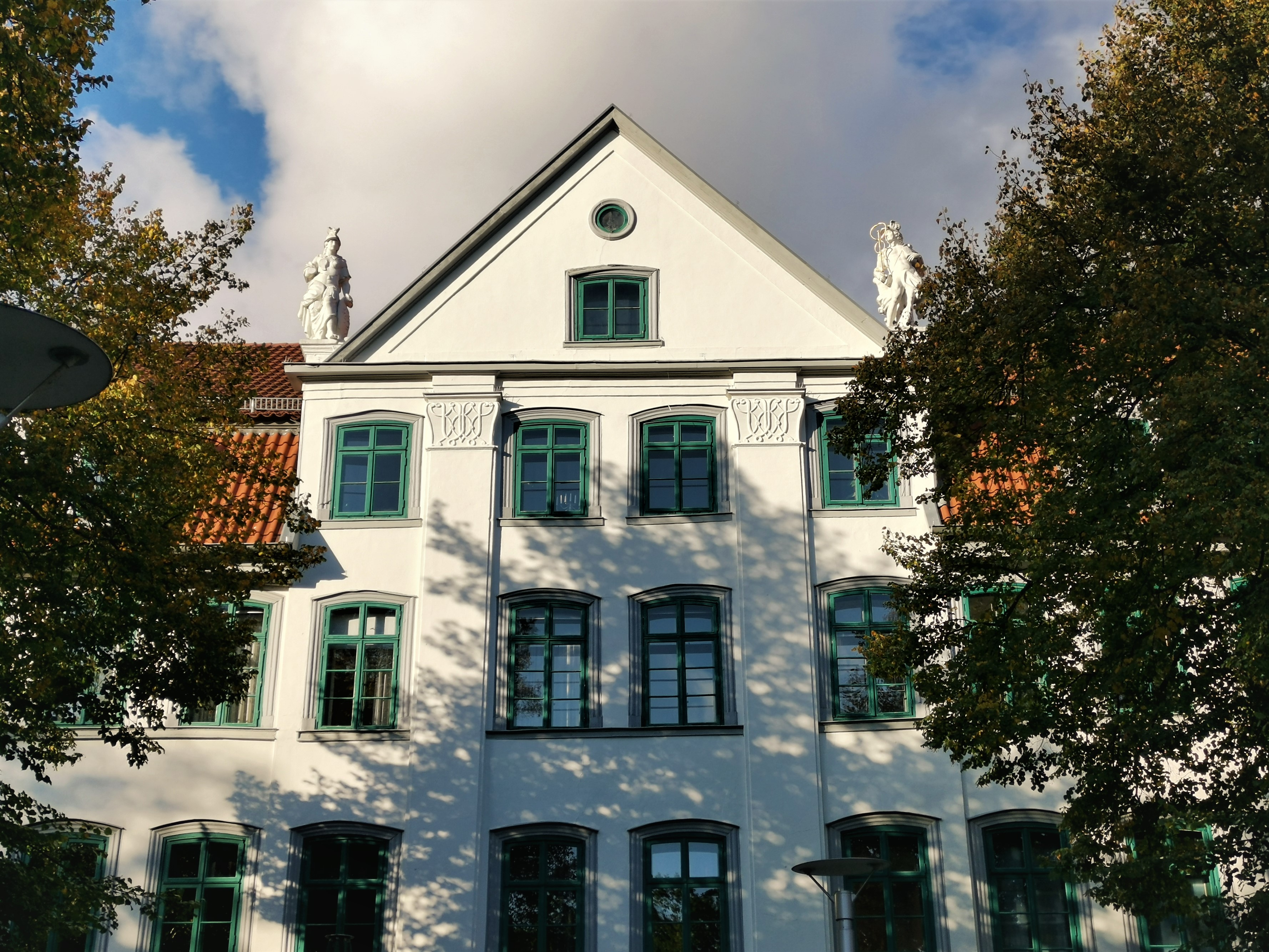
Fassadendetail: Zwerchhaus (2019)
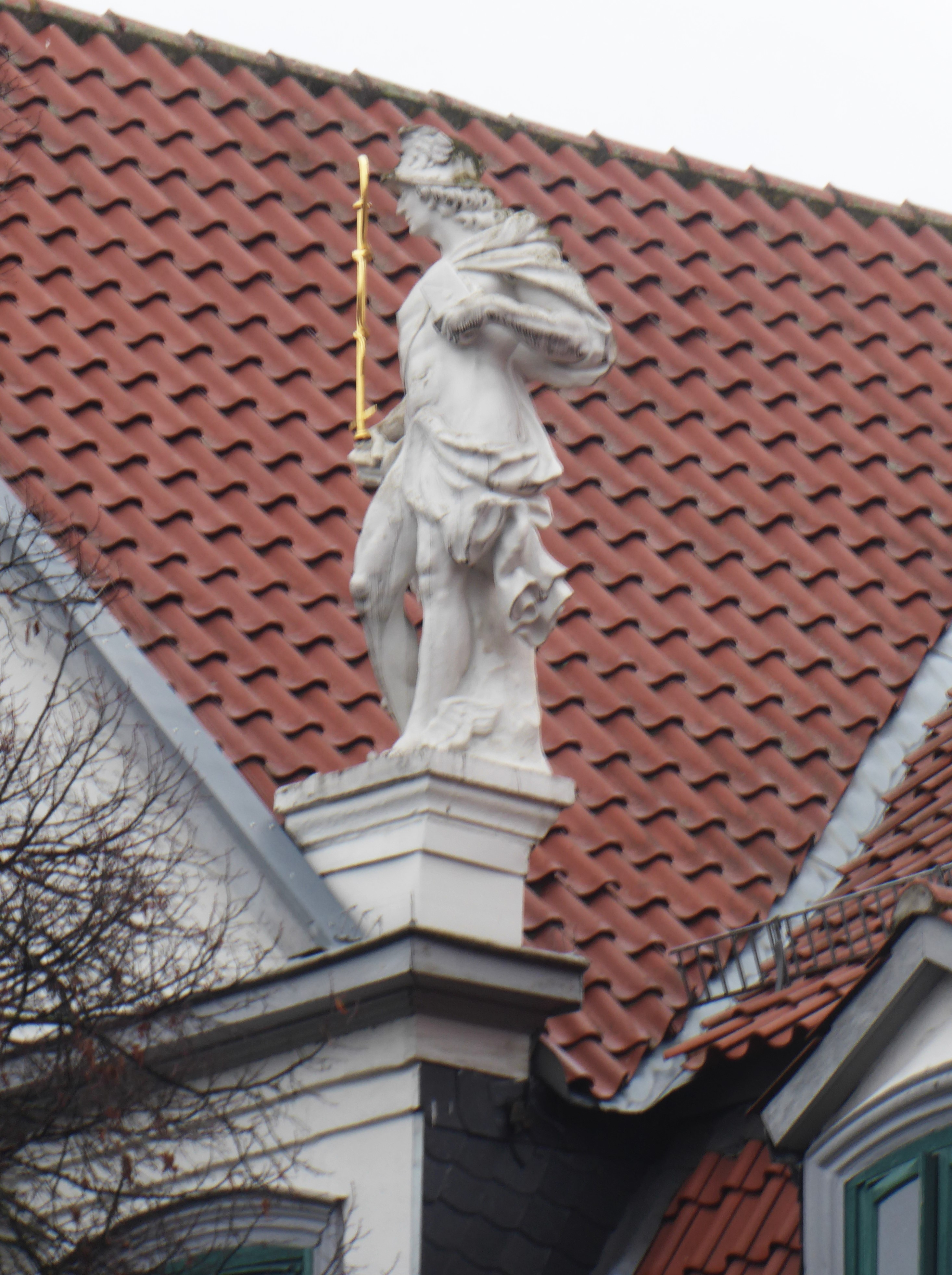
Giebelfigur der Pallas Athene (2022)